# Château de la Donneterie
Le château de la Donneterie est un château situé à Neuillé-Pont-Pierre et Neuvy-le-Roi (Indre-et-Loire). Dôté d'un grand parc, il accueille sur ses terres une ferme-modèle, la ferme industrielle de Platé. 

## Historique
Le domaine appartient à la famille Le Breton au XVIIe siècle. Il passe au siècle suivant à Charles-Nicolas Le Pellerin, baron de Gauville.
L'actuel château (la Nouvelle-Donneterie) est construit pour Armand Moisant au XIXe siècle.
Il existe toujours l'ancien logis seigneurial (la Vieille-Donneterie) et une chapelle qui fut bâtie avant 1673.
Les façades et toitures du manoir du XVIIe siècle, les douves, le portail d'entrée, les quatre tours d'enceinte incluant la chapelle et le pigeonnier, la serre, l'écurie, le chenil, la remise à bois et le potager situé au nord-ouest ; le château du XIXe siècle de la Nouvelle Donneterie avec son parc et ses fabriques, la salle de récréation de l'orangerie, le séchoir, la volière à perdreaux, la conciergerie en forme de tour, les deux pièces d'eau (l'une d'elles inclut un  embarcadère et une île artificielle), la grotte artificielle, les allées, les canaux d'irrigation et le petit pont sont inscrits au titre des monuments historiques par arrêté du 29 juin 1992. L'ensemble des bâtiments de la ferme industrielle de Platé sont classés par arrêté du 6 novembre 1995.

## Ferme modèle de Platé

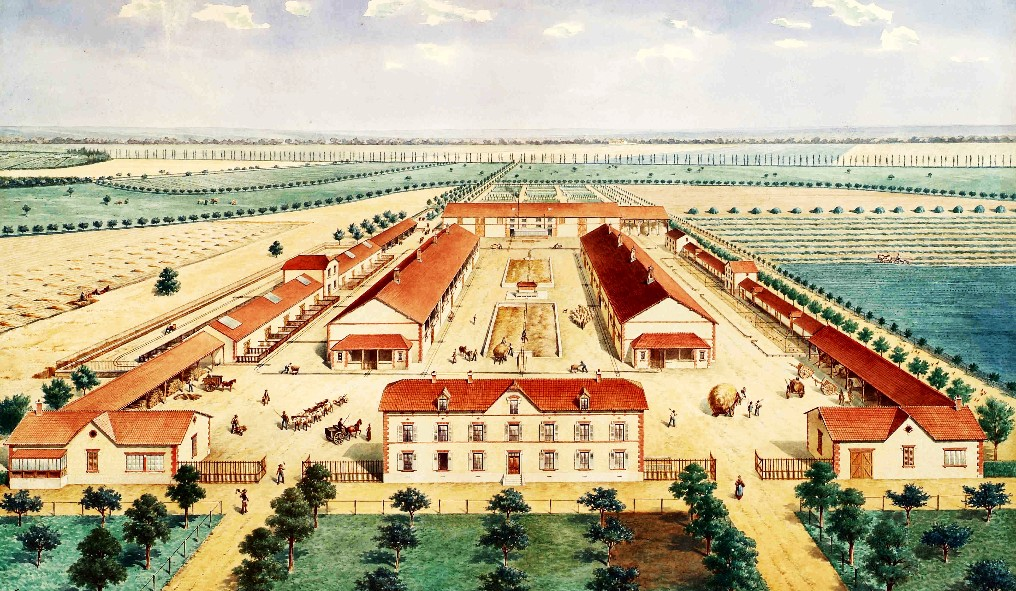
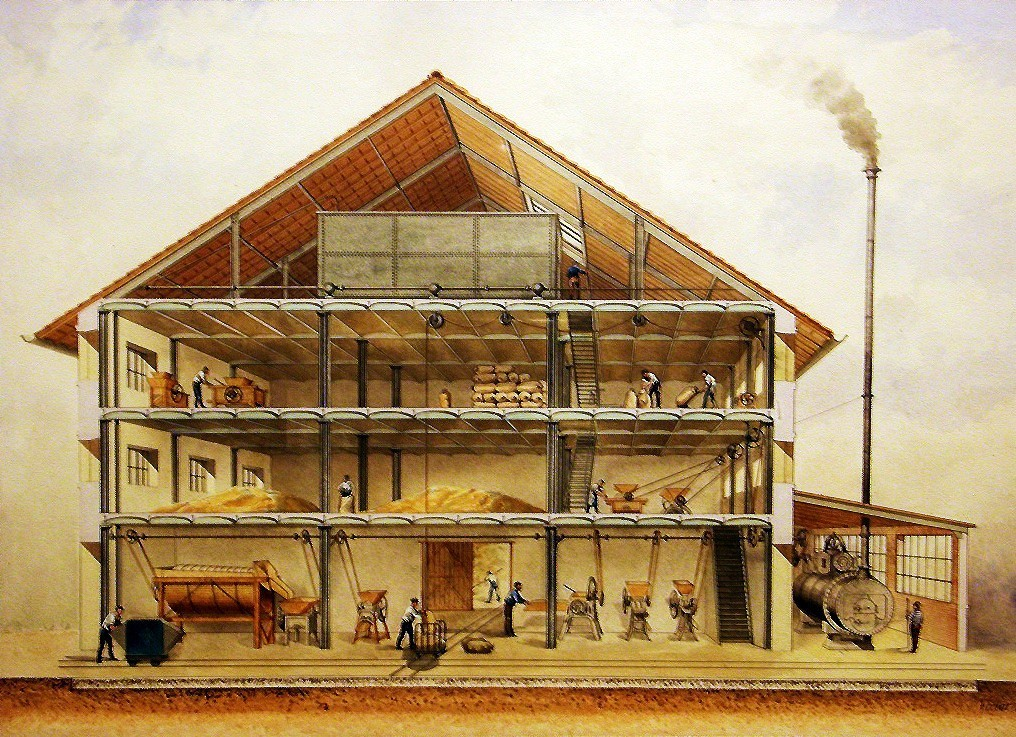